# Jakub Szmatuła
Jakub Szmatuła [jakub šmathula] (* 22. března 1981, Poznań) je polský fotbalový brankář, od července 2008 působící v Piastu Gliwice.

## Klubová kariéra
Svoji fotbalovou kariéru začal v Sokółu Rakoniewice, odkud v průběhu mládeže zamířil nejprve do MSP Szamotuły a poté do Sparty Oborniki. V roce 1999 odešel do mužstva Czarni Żagań, kde sbíral své první zkušenosti se seniorským fotbalem. Po podzimní části ročníku 2001/02, kterou strávil v klubu Górnik Konin, přestoupil před jarem 2002 do Wigry Suwałki. V lednu 2004 odešel do prvoligového klubu Lech Poznań. Následovalo angažmá v jiném týmu z nejvyšší soutěže v Zagłębie Lubin. V létě 2005 zamířil na hostování do KS Polkowice. Po půl roce se vrátil do Lubinu a v září 2006 do Polkowic přestoupil. Před sezonou 2007/08 odešel do Warty Poznań.

### Piast Gliwice
V létě 2008 zamířil do mužstva Piast Gliwice.

#### Sezona 2008/09
Ve své první sezoně za Piast neodchytal žádný ligový zápas. V celém ročníku kryl záda brankáři Grzegorzi Kasprzikovi.

#### Sezona 2009/10
V Ekstraklase za Piast debutoval 2. srpna 2009 v ligovém utkání 1. kola proti mužstvu Lech Poznań (prohra Piastu 1:3), odchytal celý zápas. Na jaře 2010 působil na hostování v klubu Górnik Zabrze. Piast v sezoně 2009/10 sestoupil do 1. ligy (druhé nejvyšší soutěže). Celkem za tým v ročníku nastoupil k 8 střetnutím, vychytal v nich dvě čistá konta.

#### Sezona 2010/11
V létě 2010 se vrátil z hostování do svého mateřského klubu. V jeho dresu hrál ve druhé nejvyšší polské lize. Dohromady si na své konto v sezoně připsal 25 startů, v 10 z nich nedostal branku.

#### Sezona 2011/12
Celkem si v ročníku odchytal za Piast 20 druholigových střetnutí, gól nedostal v šesti z nich. S týmem v ročníku 2012/13 postoupil do Ekstraklasy. Klub se vrátil do nejvyšší soutěže po dvou letech.

#### Sezona 2012/13
Po návratu do Ekstraklasy nastoupil pouze k jednomu mistrovskému zápasu jako střídající hráč. Pětkrát byl rovněž na lavičce náhradníků. Jeho mužstvo skončilo v tabulce čtvrté a poprvé ve své historii se kvalifikovalo do Evropské ligy UEFA, kde bylo nasazeno do 2. předkola.

#### Sezona 2013/14
V předkole Evropské ligy narazil tým na ázerbájdžánský celek Qarabağ FK a po prohře 1:2 a remíze 2:2 po prodloužení Piast vypadl (Jakub nenastoupil ani k jedno utkání). Ani v sezoně neodchytal žádné ligové utkání.

#### Sezona 2014/15
V ročníku odchytal 17 zápasů v Ekstraklase. Celkem 3x udržel čisté konto a svému klubu pomohl k záchraně v nejvyšší soutěži.

#### Sezona 2015/16
V únoru 2016 podepsal s mužstvem nový kontrakt do léta 2017 s roční opcí. 18. 3. 2016 odchytal ve 28. kole proti Korona Kielce svůj jubilejní stý zápas za Gliwice (utkání skončilo smírně 1:1). V ročníku 2015/16 odchytal všech 37 ligových střetnutích, ve 14 z nich nedostal gól. V sezoně s týmem dosáhl historického umístění, když jeho klub skončil na druhé příčce a kvalifikoval se do druhého předkola Evropské ligy UEFA. V květnu 2016 byl zvolen nejlepším brankářem ligy.

#### Sezona 2016/17
S Piastem se představil ve 2. předkole Evropské ligy UEFA, kde klub narazil na švédský tým IFK Göteborg, kterému podlehl 0:3 a remízoval s ním 0:0 (v tomto utkání Jakub nenastoupil).

### Górnik Zabrze (hostování)
Před jarní částí sezony 2009/10 odešel na hostování do mužstva Górnik Zabrze. V klubu strávil půl roku. Během této doby neodchytal žádné ligové utkání.